# Kalle Svensson
Karl-Oskar Svensson, noto anche come Kalle Svensson (Västerlöv, 11 novembre 1925 – Helsingborg, 15 luglio 2000), è stato un calciatore svedese, di ruolo portiere.

## Carriera
Con la Nazionale svedese è stato campione olimpico nel 1948 e vicecampione del mondo ai Mondiali del 1958.

## Palmarès
- Oro olimpico: 1

Londra 1948
- Bronzo olimpico: 1

Helsinki 1952